# Serge Marcil (zapaśnik)
Serge Marcil – kanadyjski zapaśnik walczący w stylu wolnym. Piąty na mistrzostwach świata w 1985. Brązowy medalista mistrzostw panamerykańskich w 1986. Mistrz Wspólnoty Narodów w 1987 roku.